# Salež, Zgonik
Salež (italijansko Sales) je kraška vas, ki leži v Občini Zgonik 15 km od Trsta na 252 metrih nadmorske višine.

## Zgodovina
Najstarejši dokazi človeške prisotnosti na ozemlju zgoniške občine in vasi Salež segajo v železno dobo, ko so zgradili gradišče nedaleč od današnje vasi. Krajevno ime naselja zasledimo v pisnih virih iz leta 1319. 
Leta 1494 je postal Zgonik sedež župe, v katero je spadal tudi Salež, od leta 1524 pa še Repnič. Leta 1811 je postal Zgonik sedež istoimenske občine, ki je zajemala vasi Samatorco, Salež, Koludrovco, Gabrovec, Repnič, pa tudi vasi Nabrežino, Šempolaj, Slivno, Veliki Repen in Brje.
Na podlagi vpisa kmečkih družin v urbarje, ki je bil opravljen najkasneje do leta 1494, lahko razberemo, da je v Zgoniku in Saležu stanovalo 11 družin, v Repniču pa štiri. V začetku 19. stoletja so štele vasi tega področja skoraj 1000 prebivalcev, v povprečju 5 oseb na družino.
Do leta 1781, ko je bila v Habsburškem cesarstvu ukinjena tlaka, so bili kmetje zgoniške občine podložni pravni in plemiški oblasti devinskih gospodov oziroma Zemljiškega gospostva iz Devina. Po letu 1849 so bili kmetje prosti fevdalnih dolžnosti, desetin in dajatev.
Kot večina kraških vasi, sta bili pašništvo in kmetijstvo tudi v Saležu v preteklosti osrednji dejavnosti. Obdelanega sveta je bilo vedno malo. Danes gojijo krompir in povrtnino za domače potrebe, še po zadnji vojni so pridelali tudi nekaj žita. Skromni vinogradi ob hišah dajejo nekaj vina (malvazija, refošk, traminec). Tudi sadni pridelek (češnje, hruške, breskve, marelice, fige, orehi, kakiji) porabijo doma.